# LHS 2090
LHS 2090 — звезда, которая находится в созвездии Рак на расстоянии приблизительно 20,7 светового года от нас. Это одна из ближайших к нам звёзд.

## Характеристики
LHS 2090 представляет собой тусклый и холодный красный карлик 16,10 видимой звёздной величины. Его масса составляет всего лишь 9 % массы Солнца, что приближает его к классу коричневых карликов, радиус в 8 раз уступает солнечному. Светимость слабее солнечной в 1200 раз, температура поверхности небольшая, около 2775 Кельвинов. Планет в данной системе пока обнаружено не было.